# Presidente do Governo da Federação Russa
O Presidente do Governo da Federação Russa (em russo:  Председатель Правительства Российской Федерации, conhecido coloquialmente como Primeiro-Ministro da Rússia) é o chefe de governo e segundo funcionário público mais poderoso da Federação Russa.
Artigo 24.  O Presidente do Governo da Federação Russa chefia o Governo da Federação Russa, qualificando, em acordo com a Constituição da Federação Russa, emendas constitucionais, decretos e leis de nível federal por parte do Presidente da Federação Russa, além das principais atividades do Governo russo, organizando o trabalho do mesmo.
O uso do termo primeiro-ministro no idioma russo é puramente informal, e expressamente proibido pela Constituição russa e por outras leis. Devido ao papel central do Presidente da Rússia no sistema político do país, as atividades do poder Executivo, com inclusão do chefe de governo, são significativamente influenciadas pelo chefe de Estado, como por exemplo, é o Presidente russo quem indica e demite o Presidente do Governo e outros membros do governo. O Presidente pode chefiar as reuniões de gabinete e dar ordens diretas ao chefe e outros membros do governo, bem como tem o poder de revogar qualquer ato governamental.

## Contexto histórico
Durante o período imperial, o presidente do Conselho de Ministros, conhecido como primeiro-ministro, era indicado pelo Czar. Seu antecessor, o presidente do Comitê de Ministros, não tinha autoridade própria.
Durante o período soviético, o chefe de governo era o presidente do Conselho de Comissários do Povo, até 1946, e o presidente do Conselho de Ministros, a partir de 1946. Os indivíduos que ocuparam estes cargos eram comumente chamados de primeiros-ministros ou, mais habitualmente, premiês.
O atual chefe de governo da Federação Russa é Mikhail Mischústin.

## Lista
- Lista de primeiros-ministros da Rússia